# Beylongue
Beylongue est une commune française située dans le département des Landes en région Nouvelle-Aquitaine.

## Géographie

### Localisation
Beylongue est dans les Landes de Gascogne, avec Mont-de-Marsan à 25 km à l'est, Biarritz à 70 km au sud-ouest et Bordeaux à 100 km au nord (distances à vol d'oiseau),.

### Communes limitrophes
Les communes limitrophes sont  Rion-des-Landes (d), Carcen-Ponson, Ousse-Suzan, Rion-des-Landes, Saint-Yaguen et Villenave.
|                 | Villenave     | Ousse-Suzan  |
| Rion-des-Landes | Beylongue     | Saint-Yaguen |
|                 | Carcen-Ponson |              |

### Hydrographie
Le Retjons, affluent droit de la Midouze dans le bassin versant de l'Adour, traverse le territoire de la commune.

### Climat
Pour des articles plus généraux, voir Climat de la Nouvelle-Aquitaine et Climat des Landes.
Historiquement, la commune est exposée à un climat océanique aquitain.  
En 2020, Météo-France publie une typologie des climats de la France métropolitaine dans laquelle la commune est exposée à un climat océanique et est dans la région climatique Aquitaine, Gascogne, caractérisée par une pluviométrie abondante au printemps, modérée en automne, un faible ensoleillement au printemps, un été chaud (19,5 °C), des vents faibles, des brouillards fréquents en automne et en hiver et des orages fréquents en été (15 à 20 jours).
Pour la période 1971-2000, la température annuelle moyenne est de 13,2 °C, avec une amplitude thermique annuelle de 14,2 °C. Le cumul annuel moyen de précipitations est de 1 183 mm, avec 13,2 jours de précipitations en janvier et 8 jours en juillet. Pour la période 1991-2020, la température moyenne annuelle observée sur la station météorologique la plus proche, située sur la commune de Rion-des-Landes à 7 km à vol d'oiseau, est de 13,7 °C et le cumul annuel moyen de précipitations est de 1 182,9 mm,. Pour l'avenir, les paramètres climatiques de la commune estimés pour 2050 selon différents scénarios d’émission de gaz à effet de serre sont consultables sur un site dédié publié par Météo-France en novembre 2022.

## Urbanisme

### Typologie
Au 1er janvier 2024, Beylongue est catégorisée commune rurale à habitat très dispersé, selon la nouvelle grille communale de densité à sept niveaux définie par l'Insee en 2022.
Elle est située hors unité urbaine et hors attraction des villes,.

### Occupation des sols

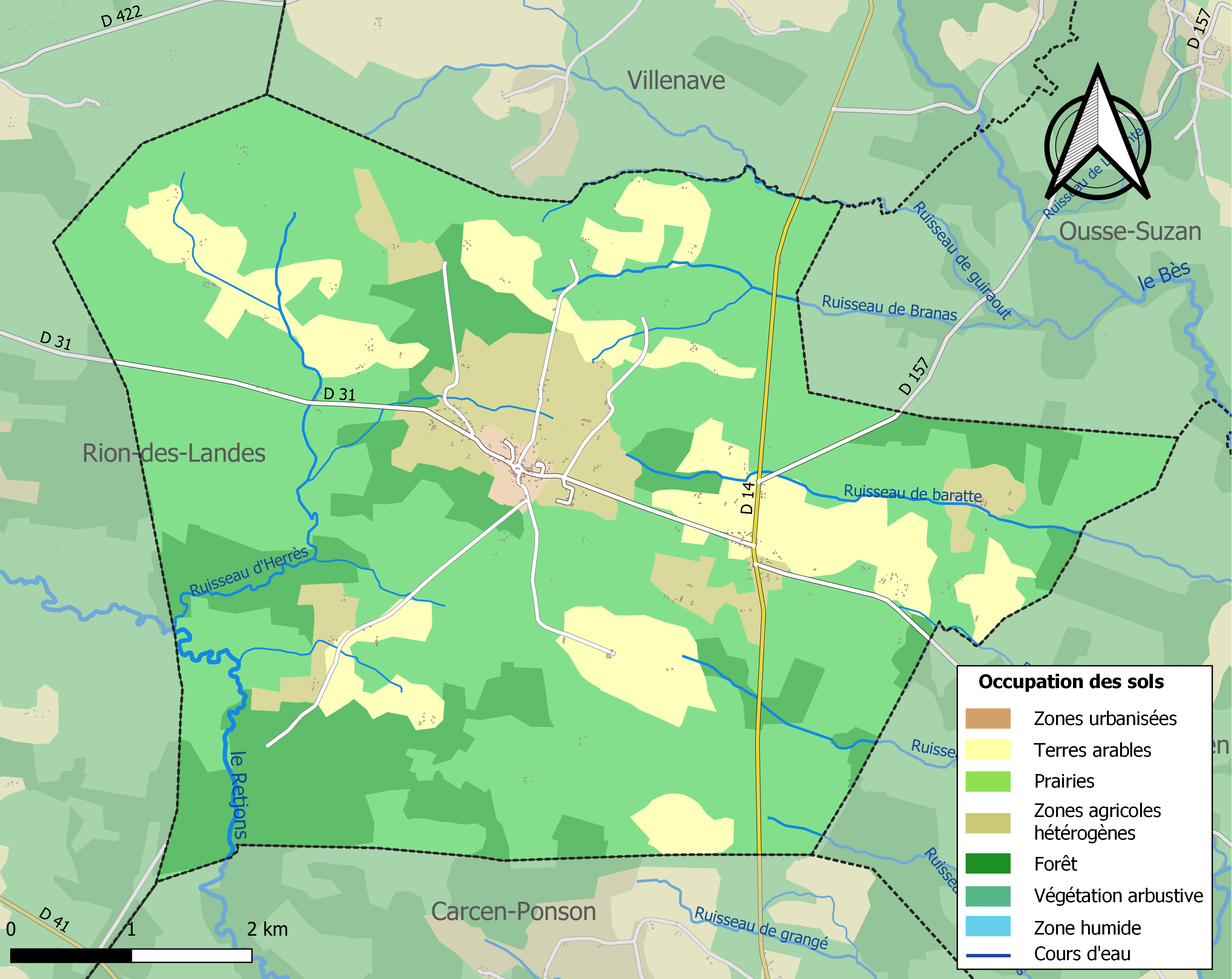
Carte des infrastructures et de l'occupation des sols de la commune en 2018 (CLC).

L'occupation des sols de la commune, telle qu'elle ressort de la base de données européenne d’occupation biophysique des sols Corine Land Cover (CLC), est marquée par l'importance des forêts et milieux semi-naturels (75,8 % en 2018), en diminution par rapport à 1990 (81,8 %). La répartition détaillée en 2018 est la suivante : milieux à végétation arbustive et/ou herbacée (58,4 %), forêts (17,4 %), terres arables (15,2 %), zones agricoles hétérogènes (8,2 %), zones urbanisées (0,7 %). L'évolution de l’occupation des sols de la commune et de ses infrastructures peut être observée sur les différentes représentations cartographiques du territoire : la carte de Cassini (XVIIIe siècle), la carte d'état-major (1820-1866) et les cartes ou photos aériennes de l'IGN pour la période actuelle (1950 à aujourd'hui).

### Habitat et logement
En 2020, le nombre total de logements dans la commune était de 210, alors qu'il était de 207 en 2015 et de 183 en 2010.
Parmi ces logements, 79,6 % étaient des résidences principales, 15 % des résidences secondaires et 5,4 % des logements vacants. Ces logements étaient pour 96,9 % d'entre eux des maisons individuelles et pour 2,2 % des appartements.
Le tableau ci-dessous présente la typologie des logements à Beylongue en 2020 en comparaison avec celle des Landes et de la France entière. Une caractéristique marquante du parc de logements est ainsi une proportion de résidences secondaires et logements occasionnels (15 %) inférieure à celle du département (20,5 %) mais supérieure à celle de la France entière (9,7 %). Concernant le statut d'occupation de ces logements, 83 % des habitants de la commune sont propriétaires de leur logement (84,2 % en 2015), contre 66,2 % pour les Landes et 57,5 pour la France entière.
| Typologie                                               | Beylongue | Landes | France entière |
| ------------------------------------------------------- | --------- | ------ | -------------- |
| Résidences principales (en %)                           | 79,6      | 72,9   | 82,1           |
| Résidences secondaires et logements occasionnels (en %) | 15        | 20,5   | 9,7            |
| Logements vacants (en %)                                | 5,4       | 6,6    | 8,2            |

### Risques naturels et technologiques
Le territoire de la commune de Beylongue est vulnérable à différents aléas naturels : météorologiques (tempête, orage, neige, grand froid, canicule ou sécheresse), feux de forêts, mouvements de terrains et séisme (sismicité très faible). Un site publié par le BRGM permet d'évaluer simplement et rapidement les risques d'un bien localisé soit par son adresse soit par le numéro de sa parcelle.
Beylongue est exposée au risque de feu de forêt. Depuis le 20 avril 2016, les départements de la Gironde, des Landes et de Lot-et-Garonne disposent d’un règlement interdépartemental de protection de la forêt contre les incendies. Ce règlement vise à mieux prévenir les incendies de forêt, à faciliter les interventions des services et à limiter les conséquences, que ce soit par le débroussaillement, la limitation de l’apport du feu ou la réglementation des activités en forêt. Il définit en particulier cinq niveaux de vigilance croissants auxquels sont associés différentes mesures,.
Les mouvements de terrains susceptibles de se produire sur la commune sont des tassements différentiels.

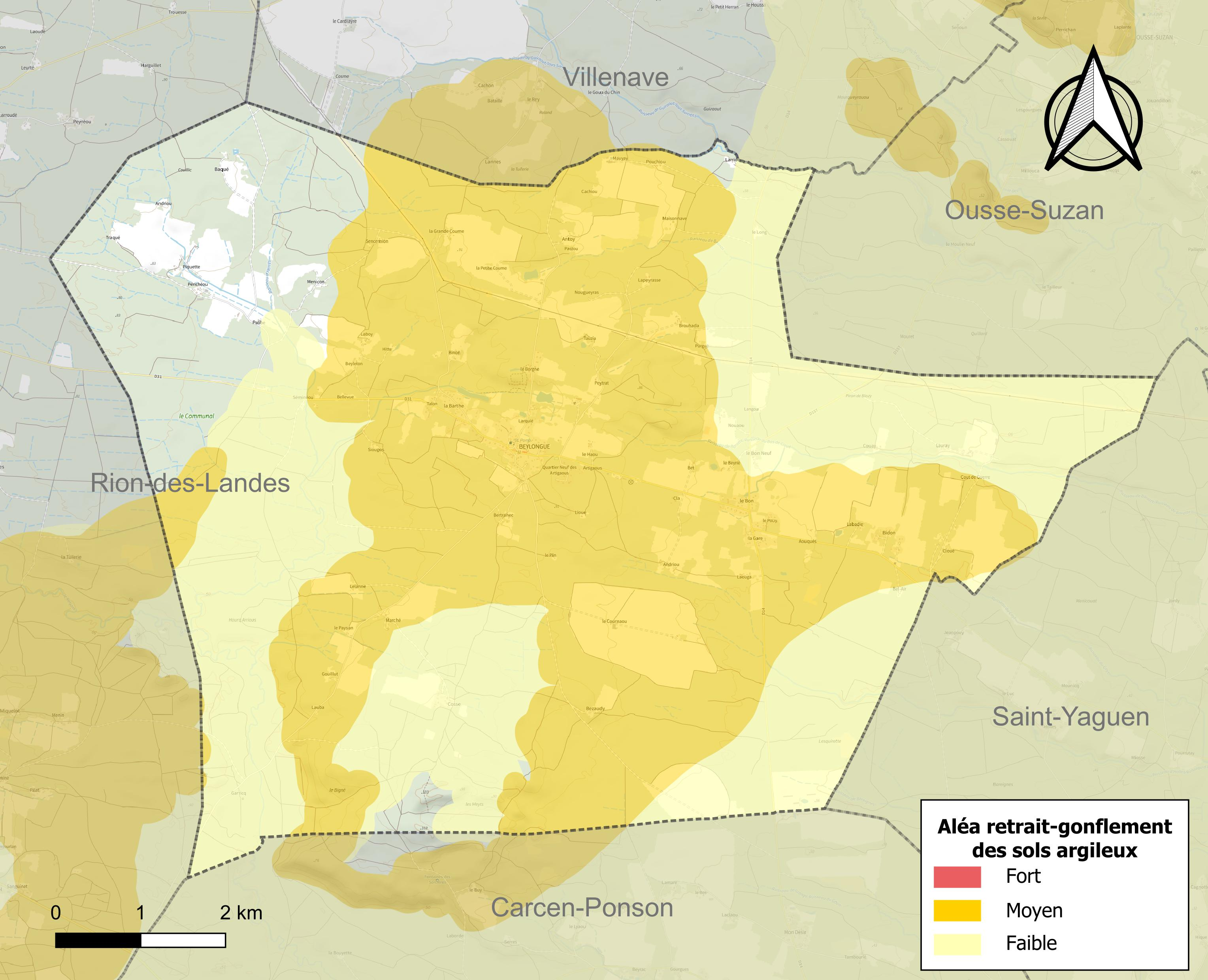
Carte des zones d'aléa retrait-gonflement des sols argileux de Beylongue.

Le retrait-gonflement des sols argileux est susceptible d'engendrer des dommages importants aux bâtiments en cas d’alternance de périodes de sécheresse et de pluie. 52,8 % de la superficie communale est en aléa moyen ou fort (19,2 % au niveau départemental et 48,5 % au niveau national). Sur les 207 bâtiments dénombrés sur la commune en 2019,  186 sont en aléa moyen ou fort, soit 90 %, à comparer aux 17 % au niveau départemental et 54 % au niveau national. Une cartographie de l'exposition du territoire national au retrait gonflement des sols argileux est disponible sur le site du BRGM,.
La commune a été reconnue en état de catastrophe naturelle au titre des dommages causés par les inondations et coulées de boue survenues en 1999 et 2009 et par des mouvements de terrain en 1999

## Histoire

### Âge du bronze
En 2002 ont été trouvés sur la commune deux piédestaux en céramique décorés de triangles creusés dans l'argile, probablement un dépôt funéraire de l'âge du bronze final. Les seules céramiques comparables sont fabriquées dans le Sud-Est de l'Espagne et en Catalogne où s'est développée la culture ibère. Des céramiques du même type de se trouvent au musée de Teruel (es) (Aragón), également de l'âge du bronze final.
Cependant l'argile des pièces de Beylongue est d'origine locale, ce qui exclut l'importation ; mais l'artisan local a pu s'inspirer d'une forme bien connue dans la péninsule ibérique depuis le Chalcolithique jusqu'au premier âge du fer. Les liens économiques, techniques ou culturels de l'Aquitaine méridionale avec le sud des Pyrénées sont avérés à plusieurs reprises dans l'histoire, et une influence ibérique n'est pas surprenante.

## Politique et administration

### Rattachements administratifs et électoraux

#### Rattachements administratifs
La commune se trouve depuis 1926 dans l'arrondissement de Dax du département des Landes.
Elle faisait partie depuis 1801 du canton de Tartas-Ouest. Dans le cadre du redécoupage cantonal de 2014 en France, cette circonscription administrative territoriale a disparu, et le canton n'est plus qu'une circonscription électorale.

#### Rattachements électoraux
Pour les élections départementales, la commune fait partie depuis 2014 du canton du Pays morcenais tarusate
Pour l'élection des députés, elle fait partie de la troisième circonscription des Landes.

### Intercommunalité
Beylongue est membre de la communauté de communes du Pays Tarusate, un établissement public de coopération intercommunale (EPCI) à fiscalité propre créé fin 1996 et auquel la commune a transféré un certain nombre de ses compétences, dans les conditions déterminées par le code général des collectivités territoriales.

### Liste des maires
| Période                                  | Période                        | Identité               | Étiquette | Qualité                                                                       |
| ---------------------------------------- | ------------------------------ | ---------------------- | --------- | ----------------------------------------------------------------------------- |
| Les données manquantes sont à compléter. |                                |                        |           |                                                                               |
|                                          |                                |                        |           |                                                                               |
|                                          | 1832                           | Pierre Salvat          |           |                                                                               |
| 1832                                     | 1838                           | Pierre Remazeilles     |           |                                                                               |
| 1838                                     | 1848                           | Pascal Forsan          |           |                                                                               |
| 1848                                     | 1852                           | Léon Naureils          |           |                                                                               |
| 1852                                     | 1865                           | Jacques Nots           |           |                                                                               |
| 1865                                     | 1870                           | Adrien Détou           |           |                                                                               |
| 1871                                     | 1897                           | Pierre Salvat Naureils |           |                                                                               |
|                                          |                                |                        |           |                                                                               |
| 1923                                     | 1923                           | François Gaston        |           |                                                                               |
|                                          |                                |                        |           |                                                                               |
| 1944                                     | 1945                           | François Gaston        |           |                                                                               |
|                                          |                                |                        |           |                                                                               |
|                                          | 1971                           | René Brazeilles        |           |                                                                               |
| 1971                                     | 1983                           | Fernand Morlaès        |           | Agriculteur Président de la DFCI beylonguaise, militant syndicaliste au Modef |
| 1983                                     | 2001                           | Maxime Baché           |           | Agent EDF                                                                     |
| mars 2001                                | 2014                           | Jean-Claude Gourgues   | PS        | Retraité                                                                      |
| 2014                                     | 2018                           | Dominique Nougaro      | DVG       | Professeur des écoles Démissionnaire                                          |
| 2018                                     | août 2023                      | Jean-Marc Brouch       |           | Démissionnaire                                                                |
| novembre 2023                            | En cours (au 30 novembre 2023) | Jean Batby             |           | Ouvrier retraité                                                              |

## Démographie
L'évolution du nombre d'habitants est connue à travers les recensements de la population effectués dans la commune depuis 1793. Pour les communes de moins de 10 000 habitants, une enquête de recensement portant sur toute la population est réalisée tous les cinq ans, les populations de référence des années intermédiaires étant quant à elles estimées par interpolation ou extrapolation. Pour la commune, le premier recensement exhaustif entrant dans le cadre du nouveau dispositif a été réalisé en 2006.

En 2022, la commune comptait 402 habitants, en évolution de +8,36 % par rapport à 2016 (Landes : +5,78 %, France hors Mayotte : +2,11 %).
| 1793 | 1800 | 1806 | 1821 | 1831 | 1836 | 1841 | 1846 | 1851 |
| ---- | ---- | ---- | ---- | ---- | ---- | ---- | ---- | ---- |
| 638  | 530  | 579  | 714  | 804  | 811  | 772  | 810  | 800  |

| 1856 | 1861 | 1866 | 1872 | 1876  | 1881  | 1886  | 1891  | 1896  |
| ---- | ---- | ---- | ---- | ----- | ----- | ----- | ----- | ----- |
| 850  | 885  | 970  | 982  | 1 047 | 1 058 | 1 070 | 1 025 | 1 013 |

| 1901 | 1906 | 1911 | 1921 | 1926 | 1931 | 1936 | 1946 | 1954 |
| ---- | ---- | ---- | ---- | ---- | ---- | ---- | ---- | ---- |
| 994  | 951  | 895  | 765  | 700  | 632  | 583  | 535  | 526  |

| 1962 | 1968 | 1975 | 1982 | 1990 | 1999 | 2006 | 2011 | 2016 |
| ---- | ---- | ---- | ---- | ---- | ---- | ---- | ---- | ---- |
| 504  | 393  | 372  | 317  | 305  | 300  | 318  | 372  | 371  |

| 2021 | 2022 | - | - | - | - | - | - | - |
| ---- | ---- | - | - | - | - | - | - | - |
| 387  | 402  | - | - | - | - | - | - | - |

## Culture locale et patrimoine

### Lieux et monuments
- Église Saint-Pierre de Beylongue.

## Pour approfondir